# Otto Georg Thierack

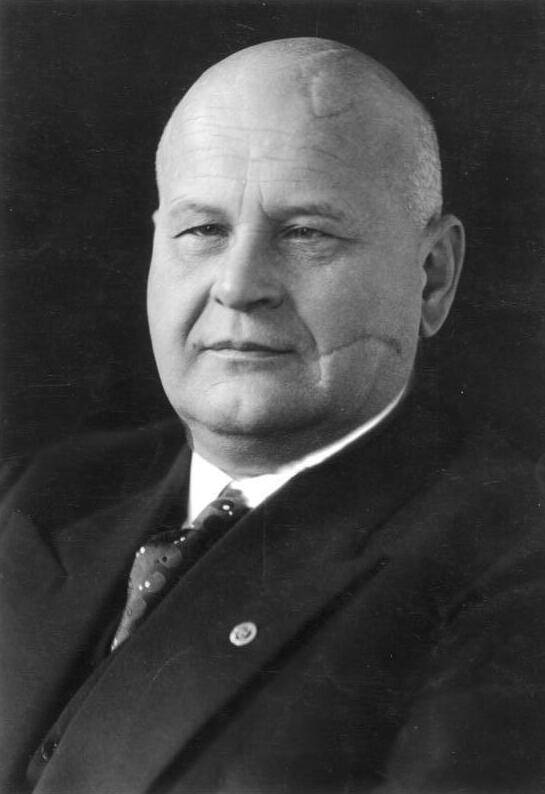
Otto Georg Thierack (1940), Aufnahme aus dem Bundesarchiv

Otto Georg Thierack (* 19. April 1889 in Wurzen, Königreich Sachsen; † 26. Oktober 1946 im Internierungslager Eselheide bei Stukenbrock) war ein deutscher Jurist und nationalsozialistischer Politiker. Er war Reichsjustizminister unter Adolf Hitler von 1942 bis 1945. Zuvor war er von 1933 bis 1934 Justizminister von Sachsen und von 1936 bis 1942 Präsident des Volksgerichtshofs.

## Ausbildung und Justizkarriere bis 1933
Thierack studierte ab 1910 an den Universitäten in Marburg und Leipzig Rechtswissenschaften, wurde Mitglied des Corps Guestphalia Marburg und legte am 20. Juli 1913 die erste juristische Staatsprüfung ab. Er wurde im Februar 1914 in Leipzig zur Thematik Wem fällt das Vermögen eines rechtsfähigen Vereins des Bürgerlichen Gesetzbuchs nach dem Verlust seiner Rechtsfähigkeit zu und wie gestaltet sich dieser Anfall? promoviert. Zu dieser Zeit war er als Referendar in Scheibenberg tätig. Von 1914 bis 1918 nahm er als Kriegsfreiwilliger am Ersten Weltkrieg teil, zuletzt mit dem Rang eines Leutnants. Er erlitt eine Gesichtsverletzung und wurde mit dem Eisernen Kreuz II. Klasse ausgezeichnet. Nach Kriegsende nahm er die unterbrochene juristische Ausbildung wieder auf und schloss sie am 10. April 1920 mit dem Assessorexamen ab. Im selben Jahr wurde er als Gerichtsassessor in Sachsen eingestellt. Von 1921 arbeitete er an der Staatsanwaltschaft in Leipzig. Dort war er von 1926 an als Staatsanwalt tätig. Zum 1. Oktober 1926 wechselte er als Staatsanwalt nach Dresden, wo er beim Oberlandesgericht wirkte.

## Karriere im NS-Staat: Sächsischer Justizminister und Präsident des Volksgerichtshofs
Am 1. August 1932 trat er in die NSDAP ein und am 15. Februar 1934 in die Sturmabteilung (SA).
Nach der Machtübernahme der Nationalsozialisten wurde Thierack am 12. Mai 1933 zum sächsischen Justizminister im Kabinett Manfred von Killingers ernannt. Seine Aufgabe war, die „Verreichlichung“ der Justiz als Teil der Gleichschaltung der Länder in seinem Land durchzuführen. Nach weiteren kurzen beruflichen Zwischenstationen wurde er 1935 Vizepräsident des Reichsgerichts und 1936 Präsident des Volksgerichtshofs. Der von ihm präsidierte Senat des Volksgerichtshofs verhandelte 87 Fälle. In 33 Fällen wurden gegen tschechische und deutsche Einwohner des Protektorats Böhmen und Mähren Todesurteile verhängt. Unter anderem verurteilte Thierack Ernst Niekisch zu lebenslänglichem Zuchthaus.
Am 23. und 24. April 1941 nahm er an einer Tagung höchster Justizbeamter teil, zum Thema der „Vernichtung lebensunwerten Lebens“ im Rahmen der NS-Krankenmorde.
Im Herbst 1941 kam Thierack im Prozess gegen Alois Eliáš den Vorstellungen Reinhard Heydrichs entgegen. Dieser war soeben zum Reichsprotektor in Böhmen und Mähren ernannt worden und hatte das Standrecht eingeführt. Unter Umgehung der Gerichtsverfassung tagte der Volksgerichtshof in Prag, hielt die zuständige Staatsanwaltschaft heraus und akzeptierte den Leiter der Stapo-Stelle Prag als Anklagevertreter. Heydrich beklagte sich anschließend über die Behinderung durch das Reichsjustizministerium, namentlich Franz Schlegelberger, dankte aber ausdrücklich Thierack für dessen „vorzügliche Unterstützung“ und „politisches Verständnis“.
Parallel zu seinem Aufstieg in der Justizverwaltung avancierte Thierack auch innerhalb der NSDAP. Am 30. Januar 1938 wurde er SA-Brigadeführer, am 20. August 1942 Oberbefehlsleiter der Partei und am 9. November 1942 SA-Gruppenführer und  SS-Gruppenführer (SS-Ehren- und Rangführer). Am 30. Januar 1943 erhielt er das Goldene Parteiabzeichen für besondere Verdienste.

## Reichsjustizminister

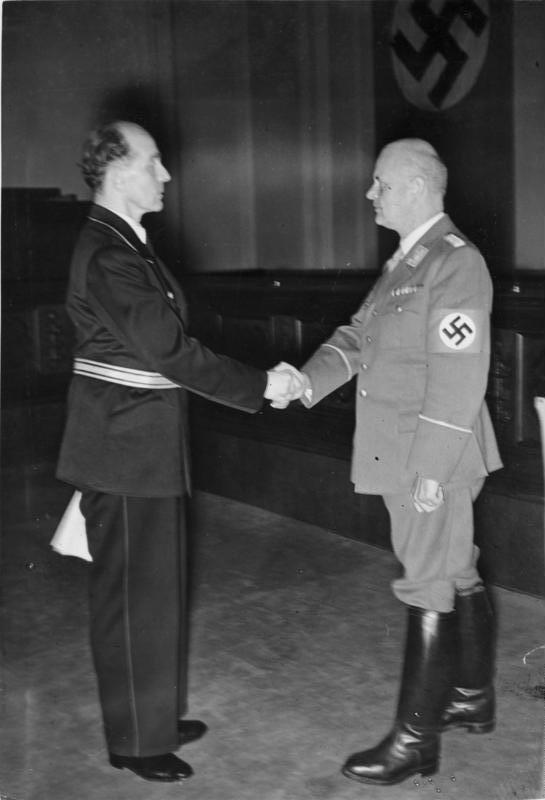
Thierack (rechts) und Roland Freisler bei dessen Amtseinführung als Präsident des Volksgerichtshofes, August 1942.

In einer Rede vor dem Reichstag am 26. April 1942 äußerte sich Adolf Hitler verächtlich über die immer noch zu „formale“ Rechtsauffassung der Justiz und drohte zu milde urteilenden Richtern mit Entlassung. Der Reichstag bestätigte im Anschluss Hitlers Position als oberster Gerichtsherr, welche dieser schon beim „Röhm-Putsch“ für sich in Anspruch genommen hatte. Damit waren die letzten Reste einer formalen Gewaltenteilung beseitigt.
Mit Heinrich Himmler und Heydrich als Fürsprecher und guten Kontakten zu Martin Bormann ersetzte Thierack am 20. August 1942 den unliebsamen Franz Schlegelberger an der Spitze des Reichsjustizministeriums. Staatssekretär unter ihm wurde Curt Rothenberger. Am 27. August ernannte Hitler Thierack außerdem zum Präsidenten der Akademie für Deutsches Recht. Zudem leitete Thierack den Nationalsozialistischen Rechtswahrerbund.
Ein im Reichsgesetzblatt veröffentlichter Führererlass bevollmächtigte Thierack, „eine nationalsozialistische Rechtspflege aufzubauen“; hierbei könne er „von bestehendem Recht abweichen“. Sarah Schädler weist darauf hin, dass der Erlass die für den Nationalsozialismus typischen unklaren Formulierungen beinhaltete, Handlungsspielräume offen ließ und Kompetenzstreitigkeiten heraufbeschwor. Es habe sich nicht um einen Freibrief gehandelt; stets blieb das Einvernehmen mit Partei- und Reichskanzlei entscheidend.
Der Reichsjustizminister nahm sogleich nach seiner Ernennung einen einschneidenden Personalwechsel im Ministerium und den obersten Gerichtsbehörden vor. Staatssekretär Schlegelberger ließ sich in den Ruhestand versetzen, da er – nach eigener Angabe im Nürnberger Juristenprozess – nunmehr um die richterliche Unabhängigkeit fürchten musste. Roland Freisler trat die Nachfolge beim Volksgerichtshof an. Manchmal griff Thierack dort maßregelnd ein, wenn er die „in jahrelanger mühevoller Arbeit“ erworbene „Würde des Volksgerichtshofes“ beeinträchtigt sah. So kritisierte er die zu weite Auslegung des Tatbestandmerkmales „Öffentlichkeit“ bei der Kriegssonderstrafrechtsverordnung.

Thierack vereinbarte mit Himmler, in bestimmten Fällen verurteilte Strafgefangene zur Vernichtung durch Arbeit an die Gestapo überstellen zu lassen. Zugleich wurde eine Korrektur von „nicht genügenden Justizurteilen“ durch „polizeiliche Sonderbehandlung“ besprochen, über die Thierack von Fall zu Fall selbst entscheiden wollte. Des Weiteren sollten fremdvölkische Straftäter nicht länger der Ordentlichen Gerichtsbarkeit unterstehen. Im Bericht vom 18. September 1942 heißt es: 
„Auslieferung asozialer Elemente aus dem Strafvollzug an den Reichsführer SS zur Vernichtung durch Arbeit. Es werden restlos ausgeliefert die Sicherungsverwahrten, Juden, Zigeuner, Russen und Ukrainer, Polen über 3 Jahre Strafe, Tschechen oder Deutsche über 8 Jahre Strafe nach Entscheidung des Reichsjustizministers. […]

Es besteht Übereinstimmung darüber, daß […] in Zukunft Juden, Polen, Zigeuner, Russen und Ukrainer nicht mehr von ordentlichen Gerichten, soweit es sich um Strafsachen handelt, abgeurteilt werden sollen, sondern durch den Reichsführer SS erledigt werden.“
Thierack stellte am 13. Oktober 1942 in einem Schreiben an Bormann im Zusammenhang mit Polen, Russen, Juden und „Zigeunern“ bedauernd fest, dass die Justiz nur in kleinem Umfang dazu beitragen könne, Angehörige dieses Volkstums auszurotten.
Thierack führte die ab Oktober 1942 monatlich erscheinenden „Richterbriefe“ ein, in denen nach Auffassung der nationalsozialistischen Machthaber vorbildliche Entscheidungen in anonymisierter Form dargestellt wurden und an denen sich die Rechtsprechung orientieren sollte. Außerdem führte er sogenannte Vorschauen und Nachschauen ein. Danach hatten die Oberlandesgerichtspräsidenten mindestens alle 14 Tage in Strafverfahren von öffentlichem Interesse vor der Entscheidung durch das Gericht mit der Staatsanwaltschaft und dem Landgerichtspräsidenten, der dies der zuständigen Strafkammer weiterzuleiten hatte, zu erörtern, wie zu urteilen war.

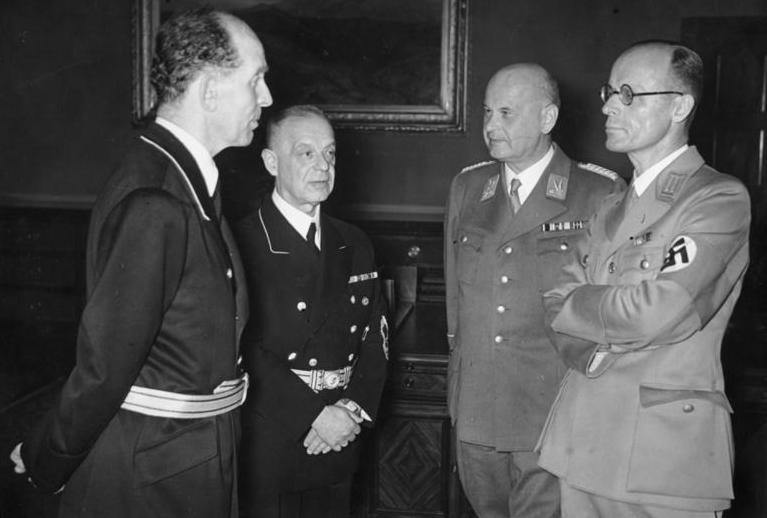
Von links nach rechts: der Präsident des Volksgerichtshofes Roland Freisler, Staatssekretär Franz Schlegelberger, der bisher die Geschäfte des Reichsjustizministers geführt hatte, Justizminister Thierack und sein neuer Staatssekretär im Justizministerium Curt Rothenberger.

Thierack arbeitete an Gesetzesvorhaben zur Friedensrichter-Ordnung sowie zum Jugendgerichtsgesetz und führte die Arbeiten zu einem Gesetz über die Behandlung Gemeinschaftsfremder fort, das 1945 druckreif vorlag. Personen, die nach angeblich kriminalbiologischen Erkenntnissen zu Verbrechen neigten, als Arbeitsscheue und Diebe, wegen Streitlust oder Charaktermängel nicht „den Mindestanforderungen der Volksgemeinschaft“ genügten, sollten von der Polizei bewacht oder in Lager eingewiesen werden. Bei Straffälligkeit konnten Gerichte sie zu unbestimmter Haftdauer und sogar zum Tode verurteilen oder sie als „unverbesserlich“ oder „lästiger Gemeinschaftsfremder“ der Polizei überweisen.
Nach einer Intervention Hitlers ordnete Thierack an, Todesurteile seien unverzüglich zu vollstrecken. Bei Gnadengesuchen seien eigene Stellungnahmen des erkennenden Gerichts, der Staatsanwälte, der Generalstaatsanwaltschaft oder anderer Stellen grundsätzlich nicht mehr erforderlich. Im Reichsjustizministerium wurde ein Dienst geschaffen, der Tag und Nacht besetzt war, um Gnadengesuche beschleunigt abzulehnen.
Thierack ließ sich im Januar 1943 von Rudolf Höß durch das Stammlager Auschwitz führen.
Nachdem im September 1943 einige Gebäude im Gefängnis Plötzensee zerbombt worden waren, ordnete Thierack nach Aussage mehrerer Zeugen persönlich an, rund 300 zum Tode Verurteilte umgehend zu töten. Unter den Gehängten befanden sich Häftlinge, deren Gnadenverfahren noch liefen, sowie einige, bei denen das Gericht noch kein Todesurteil ausgesprochen hatte. Auf Grundlage einer Verordnung Thieracks vom 15. Februar 1945 wurden die bis dahin auf das Militär beschränkten Befugnisse der Standgerichte auch auf Zivilisten in allen „feindbedrohten Reichsverteidigungsbezirken“ ausgeweitet.

## Auflösung des NS-Staates und Suizid
Im April 1945 beharrte Thierack auf kompromissloser Härte. Er ließ den OLG-Präsidenten von Königsberg, Max Draeger, und dessen Generalstaatsanwalt, Fritz Szelinski, in Swinemünde verhaften, nachdem diese sich vor der heranrückenden Roten Armee nach Westen geflüchtet hatten. Nach einem Verhör durch Thierack persönlich nahm sich Szelinski noch im Gefängnis das Leben. Draeger wurde vom Volksgerichtshof wegen Desertion zum Tode verurteilt und hingerichtet.
Thieracks Wege in den letzten Kriegstagen liegen weitgehend im Dunkeln. Er soll am 20. April 1945 Berlin verlassen haben, um sich nach Eutin zu begeben, wozu die noch in Berlin verbliebenen Minister angewiesen worden waren. Am 2. Mai befand er sich nachweislich in Eutin. Im politischen Testament Hitlers war er als Justizminister in der Nachfolgeregierung vorgesehen. Karl Dönitz verzichtete aber auf Thierack und entließ ihn am 6. Mai 1945. Ob Thierack mit dem Regierungstross nach Flensburg ging, ist ebenso ungeklärt wie die Frage, ob ihn sein Entlassungsschreiben erreichte.
Nach der Kapitulation wurde Thierack von den Alliierten als Kriegsverbrecher gesucht, auch wegen Mordes. Die Briten inhaftierten ihn in Neumünster, vermutlich im Internierungslager Gadeland. Wann und unter welchen Begleitumständen die Festnahme erfolgte, ist ungeklärt. In das Internierungslager Eselheide verlegt, nahm sich Thierack das Leben, noch bevor er im Nürnberger Juristenprozess vor Gericht gestellt werden konnte. Der Todeszeitpunkt wurde auf 4 Uhr 30 bestimmt.
Seine Witwe Eveline, geb. Zumloh, erlebte das Kriegsende bei ihrer Mutter in Triebes, Thüringen. Sie hatte sich 1940 von Thierack getrennt. Dort wurde sie entnazifiziert und bezog später eine kleine Rente.
Die Spruchkammer Berlin verhängte gegen Thierack bzw. gegen dessen Erben am 16. Januar 1961 eine Sühnemaßnahme in Höhe von 175.000 D-Mark. Diese wurde aus dem mit rund 188.000 D-Mark bewerteten Vermögen Thieracks beglichen, das vor allem aus Aktien bestand und vom Haupttreuhänder für NSDAP-Vermögen verwaltet wurde.

## Deutungen
Martin Broszat schreibt, Thieracks Amtsübernahme habe „die letzte extremste Phase des Ausverkaufs der Justiz eingeleitet“. Sarah Schädler relativiert dieses Urteil und hinterfragt, ob Thierack tatsächlich freigiebig Kompetenzen abgegeben habe: Er machte Himmler Zusagen, die er aber – wie im Falle der umstrittenen Zulassung von Gestapo statt Staatsanwaltschaft – keineswegs immer einhielt, um die Kompetenzen des Justizministeriums bewahren zu können. Thierack stand jedoch nicht grundsätzlich in Opposition zur politischen Polizei, vielmehr war er selbst ein Verfechter drakonischer Härte; an der Strafverfolgung „rassisch minderwertiger Gruppen“ war er nicht interessiert und bei der „Abgabe von Asozialen an die Polizei“ zur Vernichtung durch Arbeit gab er freiwillig Kompetenzen ab.
Thierack war ein skrupelloser „Erz-Karrierist“, „machthungrig“, „ehrgeizig“ und „intrigant“ und wurde von Mitarbeitern als „fleißig und robust“, „selbstherrlich“ und „autokratisch“ beschrieben. Thierack kam der politischen Linie Hitlers näher als seine Vorgänger und wurde im Politischen Testament Hitlers als „ehrenhaft“ und „gewillt, den Krieg mit allen Mitteln weiter fortzusetzen“, charakterisiert.
Thierack war ein „fanatischer Nationalsozialist“, der mit Lenkungsinstrumenten wie den „Richterbriefen“, Urteilsvor- und Nachschauen, Berichtspflichten und Kontrollreisen Einfluss auf die Rechtsprechung nahm, um die Unabhängigkeit der Richter zu zerstören. Während seiner Amtszeit stieg die Anzahl der Todesurteile; weniger als drei Prozent der Gnadengesuche wurden von ihm befürwortet. Für die Verschärfung des Strafvollzuges und die Abwicklung von Nacht-und-Nebel-Verfahren trug Thierack die Verantwortung.